# De rouille et d'os
Pour plus de détails, voir Fiche technique et Distribution.
De rouille et d'os est un film franco-belge coécrit et réalisé par Jacques Audiard, sorti en 2012.
Il s'agit de l'adaptation du recueil de nouvelles Rust and Bone de l'écrivain canadien Craig Davidson. Le film met en scène dans les rôles principaux l'actrice française Marion Cotillard et le belge Matthias Schoenaerts, révélé par Bullhead.
Le film a été présenté en compétition officielle au festival de Cannes 2012 et nommé à neuf César lors de la 38e cérémonie des César en 2013.

## Synopsis
Ali (Matthias Schoenaerts), jeune marginal sans le sou, part de Belgique en train avec son jeune fils Sam, pour se rendre à Antibes, chez sa sœur Anna (Corinne Masiero), caissière de supermarché. Richard (Jean-Michel Correia), le compagnon d'Anna, chauffeur de poids lourd, vient les chercher avec sa camionnette. Anna l'héberge dans le garage du pavillon. Anna récupère sur son lieu de travail des produits frais périmés qui sont jetés. Ali trouve un emploi de vigile. Une nuit où il travaille comme videur dans une boîte de nuit, il vient au secours de Stéphanie (Marion Cotillard) à l'extérieur de la boîte. Comme elle n'est pas en état de conduire, il la reconduit chez elle et lui laisse son numéro de téléphone portable.
Stéphanie est passionnée par son emploi de dresseuse d'orques au parc aquatique d'Antibes. Un jour, une orque emportée par son élan détruit la passerelle sur laquelle se tient Stéphanie. Le choc est si violent qu'il faut amputer ses deux jambes,. Elle déprime au point d'envisager de se suicider, une infirmière l'arrête juste à temps. Ali rejoint un club de boxe, a des aventures sans lendemain et néglige son fils. Stéphanie se retrouve en fauteuil roulant et se cloitre dans son appartement. Une nuit, Stéphanie désespérée, téléphone à Ali qui la rejoint et décide de l'aider. Il l'emmène à la plage. En se baignant Stéphanie retrouve goût à la vie. Ils deviennent amis.
La nuit, Ali et son collègue regardent sur internet des vidéos de combats. Une nuit, Martial (Bouli Lanners) de la société ELP, demande à entrer dans le magasin et installe des caméras de surveillance. Voyant l'intérêt d'Ali pour les vidéos, Martial lui propose de faire des combats clandestins. Stéphanie tente en vain de dissuader Ali de combattre. Il accepte qu'elle l'accompagne pour observer les combats. Elle va à l'hôpital pour se faire poser des prothèses. Ali fait ses premiers combats et les gagne, Martial prend les paris. Restée dans la voiture de Martial, Stéphanie observe, fascinée par cette violence bestiale.
Martial engage Ali pour l'aider à installer des caméras. Il lui révèle que ce sont des caméras pour surveiller les employés et non les clients. Stéphanie peut à nouveau marcher grâce à ses prothèses. Ali et Stéphanie deviennent amants. Il la présente à Anna et Sam. Après un combat difficile, ils vont fêter la victoire d'Ali en boite de nuit. Il repart avec une fille, sous les yeux de Stéphanie. Le lendemain matin, Stéphanie dit à Ali que s'il veut qu'ils continuent d'être amants, il faut qu'il arrête ses passades. Dans l'entrepôt d'un magasin, les employés découvrent les caméras cachées de Martial. Accompagné d'Ali, il tente d'aller récupérer son matériel, mais doit renoncer. Des délégués syndicaux sont présents. L'une d'elles les filme avec son téléphone portable. Martial doit disparaitre pour quelques mois. Il charge Stéphanie de le remplacer pour des paris sur les combats clandestins.

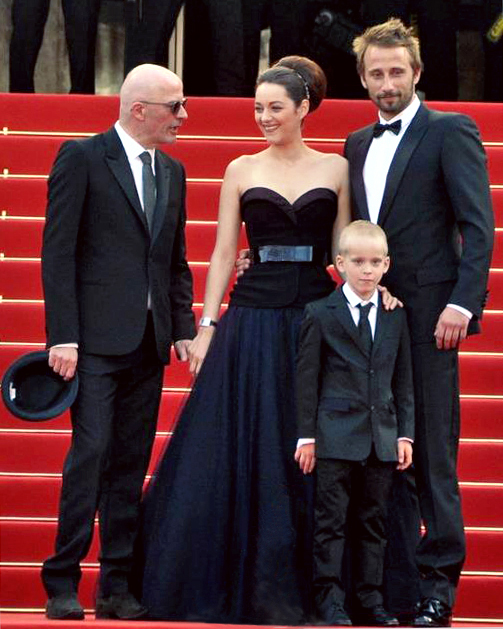
Jacques Audiard, Marion Cotillard, Matthias Schoenaerts et Armand Verdure lors de la présentation du film au festival de Cannes 2012.

Anna est convoquée avec d'autres collègues au bureau de la direction. Elle est licenciée. Une collègue lui montre le film qu'elle a enregistré avec son téléphone portable. Anna, reconnaissant son frère, comprend qu'il est impliqué dans son licenciement. Chez elle, elle gifle Ali et Richard, armé de son fusil, le chasse de la maison. Ali part en Alsace et reprend la boxe. Richard arrive en camion et dépose Sam. Sam et Ali vont se promener dans la forêt enneigée. Ils arrivent près d'une étendue d'eau gelée et jouent sur la glace. Pendant qu'Ali retourne sur la rive pour uriner, Sam s'en éloigne, la glace cède sous son poids et il disparait dans l'eau glacée. Ali se retourne, constate que Sam a disparu et se précipite jusqu'au trou en hurlant. Ali localise le corps de son fils sous la glace. Il frappe de toutes ses forces avec ses poings pour la briser. Hurlant, Ali s'acharne, malgré ses blessures aux mains, parvient à sortir Sam de l'eau et l'emporte inconscient. À l'hôpital, Ali les poignets plâtrés, culpabilise et veille sur Sam dans le coma. Richard le rejoint. Stéphanie téléphone à Richard et lui demande à parler à Ali. Après s'être isolé, Ali fond en larmes en lui parlant. Plus tard, Sam est rétabli. Ali n'est pas complètement remis de ses fractures aux mains. Avec Stéphanie, ils sont heureux ensemble.

## Fiche technique
- Réalisation : Jacques Audiard
- Scénario : Jacques Audiard et Thomas Bidegain
- Décors : Michel Barthélémy
- Costumes : Virginie Montel
- Photographie : Stéphane Fontaine
- Effets spéciaux numériques : Mikros image (Paris) (effacement des jambes de Marion Cotillard et autres effets 3D)
- Montage : Juliette Welfling
- Producteur : Jacques Audiard, Martine Cassinelli et Pascal Caucheteux
- Musique : Alexandre Desplat
- Enregistrement et mixage : Thomas Dappelo
- Sociétés de Production : Why Not Productions, France 2 Cinéma, Page 114, Les Films du Fleuve, SOFICA Cinémage 6 et Cofinova 8
- Sociétés de distribution : UGC (France) ; Sony Pictures Classics (États-Unis)
- Budget : 15 550 000 euros[4]
- Pays d'origine :  France et  Belgique
- Langue originale : français
- Genre : drame
- Durée : 122 minutes
- Dates de sortie[5] :
  - France, Belgique, Suisse : 17 mai 2012

## Distribution
- Marion Cotillard : Stéphanie
- Matthias Schoenaerts : Alain Van Versch
- Armand Verdure : Sam
- Céline Sallette : Louise
- Corinne Masiero : Anna
- Bouli Lanners : Martial
- Jean-Michel Correia : Richard
- Yannick Choirat : Simon
- Fabien Baïardi : le dragueur
- Mourad Frarema : Foued
- Fred Menut : le patron d'ELP Sécurité

## Production

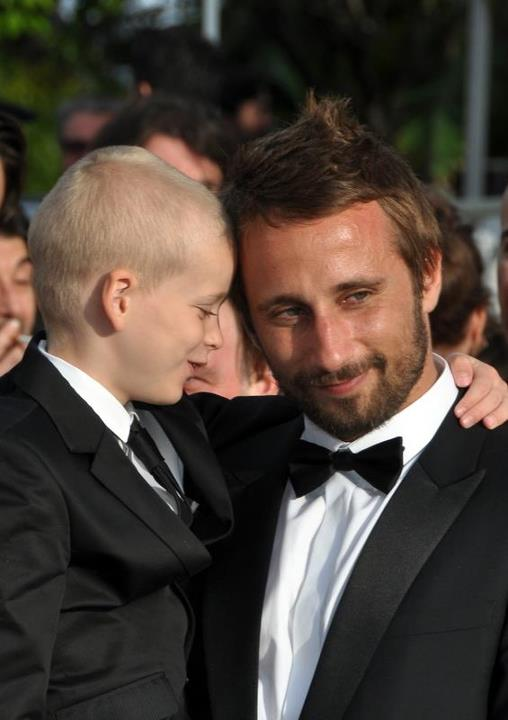
Matthias Schoenaerts et Armand Verdure.

Le film est produit par la société de production française Why Not Productions. Il bénéficie d'un budget de 15,55 millions d'euros financé en partie par France 2 Cinéma, Page 114, société du réalisateur, et Les Films du Fleuve, société de production belge fondée par les frères Dardenne.
Le film est distribué en France par UGC, et c'est Celluloid Dreams qui assure ses ventes à l'international. Le film est notamment distribué en Italie par BiM Distribuzione (it), au Benelux par Lumière et au Royaume-Uni par StudioCanal.

### Tournage
Le tournage a débuté au mois d'octobre 2011 et a duré près de trente jours. Les scènes ont été tournées dans le département des Alpes-Maritimes : à Cannes, Nice et Antibes (notamment au parc Marineland et au Centre Hélio Marin de Vallauris). La scène du lac a été tournée dans la commune de Bellevaux dans le département de la Haute-Savoie. La production a également déménagé le temps d'une semaine en Belgique, à Spa et à Liège pour les scènes d'hôpitaux. La scène finale du film a été tournée en Belgique, à l'hôtel Sheraton de Bruxelles.

### Effets spéciaux
Les jambes amputées de Marion Cotillard dans le film ont été obtenues grâce à des effets spéciaux mis en œuvre par la société Mikros Image, basée à Levallois-Perret, près de Paris. Les effets ont été différents selon les scènes mais, pour résumer, le principe général a été de tourner les scènes réelles avec Marion Cotillard vêtue de mi-bas de couleur verte allant jusqu'aux genoux ; ces mi-bas ont ensuite été effacés par ordinateur et remplacés par des images de synthèse,.

## Musique
Sauf indication contraire ou complémentaire, les informations mentionnées dans cette section proviennent du générique de fin de l'œuvre audiovisuelle présentée ici.
- Wash par Bon Iver de 2011.
- Reckless (With your love) par Azari.
- Evidently Chickentown (en) par John Cooper Clarke.
- Love Shack par The B-52's de 1989 (dans son appartement, assise dans son fauteuil-roulant, Stéphanie « danse » seule).
- I Follow Rivers (The Magician remix) par Lykke Li de 2011 (Dans la boite de nuit).
- With You par Carte Blanche de 2011.
- Sexy Phone Girls' Fantasies par White & Spirit.
- Firewater par Django Django de 2012.
- The Wolves par Bon Iver de 2008.
- All the Days I've Missed You (Ilaij I) par Colin Stetson.
- Firework par Katy Perry de 2010.
- State Trooper par Bruce Springsteen de 1982.
- Don't Worry, Be Happy par Bobby McFerrin de 1988.
- Despicable me par Pharrell Williams.
- Back to the future par Martin Dawson.
- Bnl jingle par Thomas Newman.
- Candy bar par Aaron Gilbert.
- Enterrement dans la mer par Evgueni et Sacha Galperine.
- I Like to Move It par Reel 2 Real de 1993 (Spectacle au parc aquatique d'Antibes).
- Jim par White & Spirit.
- Night music par Shahrooz Raoofi.
- On the floor par Carsten Wegener.
- Out of clubzz par Mike Kourtzer.
- The real thing par John Anderson et Klas Wahl.
- Tonight I'm a superstar par Lola Zaidline et Philippe Lees.
- Yo hommies par White & Spirit.

### Bande originale
Musiques non mentionnées dans le générique
Par Alexandre Desplat :
- De rouille et d'os.
- Le lac.
- Le train.
- La plage.
- Marineland.
- 1er combat.
- L'hôpital.
- Stéphanie.
- Les Paris.
- L'orque.
- 2e combat.
- Sam.
- La loi du supermarché.
- Le combattant.
- Stéphanie et Sam.
- Naissance de l'amour.
- Ali.
- Undercurrent.

## Accueil

### Réception critique
Sur l'agrégateur américain Rotten Tomatoes, le film récolte 82 % d'opinions favorables pour 164 critiques. Sur Metacritic, il obtient une note moyenne de 73⁄100 pour 39 critiques.
En France, le site Allociné propose une note moyenne de 4,3⁄5 à partir de l'interprétation de critiques provenant de 23 titres de presse.
Le film a reçu un excellent accueil critique de la part de médias très variés, se voyant notamment octroyer la distinction suprême par des journaux comme le Journal du dimanche, le Nouvel Observateur, les Inrockuptibles ou encore Première. Il est présenté en compétition officielle pour le Festival de Cannes 2012.
Le film a été comparé à Intouchables sorti l'année précédente et ayant réuni plus de dix-neuf millions de spectateurs, car mettant tous deux en scène le handicap moteur.

### Box-office
- France : 1 932 000 entrées[14] (fin d'exploitation après 17 semaines à l'affiche)

Lors de sa première semaine d'exploitation, il réalise un excellent démarrage avec 651 578 entrées, prenant la première place du box-office français.

## Distinctions

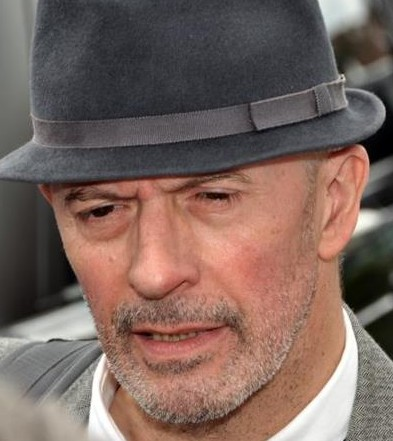
Le cinéaste Jacques Audiard, récompensé au festival du film de Cabourg 2012.

### Récompenses
- Festival du film de Cabourg 2012 : Swann d'or du meilleur film[16]
- Hawaii International Film Festival 2012 : Prix EuroCinema Hawai'i de meilleure actrice pour Marion Cotillard
- Festival du film de Londres 2012 : meilleur film[17]
- 18e cérémonie des Lumières : 
  - Meilleur réalisateur pour Jacques Audiard
  - Meilleur scénario pour Jacques Audiard
- London Film Critics Circle Awards 2013 : film en langue étrangère de l'année
- Magritte 2013 : meilleur acteur dans un second rôle pour Bouli Lanners
- Globe de cristal 2013 : Meilleur film et Meilleure actrice pour Marion Cotillard
- Irish Film and Television Awards 2013 : meilleure actrice internationale pour Marion Cotillard
- Étoiles d'or du cinéma français 2013[18] :
  - Meilleur film
  - Meilleure actrice pour Marion Cotillard
  - Meilleure révélation masculine pour Matthias Schoenaerts
  - Meilleur scénario pour Jacques Audiard et Thomas Bidegain
  - Meilleure musique pour Alexandre Desplat
- César du cinéma 2013 :
  - Meilleur espoir masculin pour Matthias Schoenaerts
  - Meilleure adaptation pour Jacques Audiard et Thomas Bidegain
  - Meilleure musique pour Alexandre Desplat
  - Meilleur montage pour Juliette Welfling
- Motion Picture Sound Editors Awards 2013 : meilleur montage son d'un film en langue étrangère

### Nominations
- Festival de Cannes 2012 : sélection officielle
- British Academy Film Awards 2013 :
  - Meilleure actrice pour Marion Cotillard
  - Meilleur film en langue étrangère
- 18e cérémonie des Lumières : 
  - Meilleur film
  - Meilleure actrice pour Marion Cotillard
  - Meilleur acteur pour Matthias Schoenaerts
- César du cinéma 2013 :
  - Meilleur film
  - Meilleur réalisateur pour Jacques Audiard
  - Meilleure actrice pour Marion Cotillard
  - Meilleure photographie pour Stéphane Fontaine
  - Meilleur son pour Brigitte Taillandier, Pascal Villard et Jean-Paul Hurier
- Dublin Film Critics' Circle Awards 2013 :
  - Meilleur film
  - Meilleure actrice pour Marion Cotillard
  - Meilleur acteur pour Matthias Schoenaerts
- Georgia Film Critics Association Awards 2013 :
  - Meilleur film
  - Meilleur film étranger
  - Meilleure actrice pour Marion Cotillard
  - Meilleur acteur pour Matthias Schoenaerts
  - Meilleure adaptation pour Jacques Audiard et Thomas Bidegain
- Golden Globes 2013 :
  - Meilleure actrice dans un film dramatique pour Marion Cotillard
  - Meilleur film en langue étrangère
- International Cinephile Society Awards 2013 :
  - Meilleur film étranger
  - Meilleure actrice pour Marion Cotillard
  - Meilleure adaptation pour Jacques Audiard et Thomas Bidegain
- North Carolina Film Critics Association 2013 : meilleur film étranger
- Screen Actors Guild Awards 2013 : meilleure actrice pour Marion Cotillard